# Autoroute A-2 (Espagne)

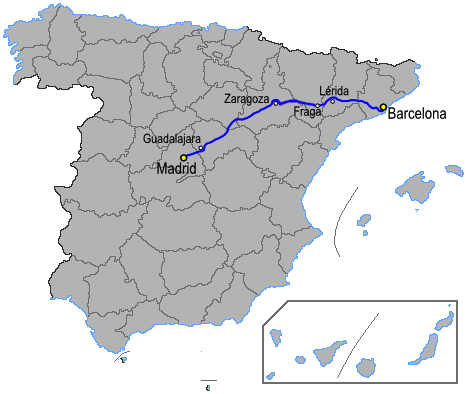
Localisation de l'A-2 sur le territoire espagnol.

Pour les articles homonymes, voir Autoroute A2 et Autoroute du Nord-Est.
L'autoroute A-2, aussi nommée autoroute du Nord-Est (en espagnol : Autovía del Nordeste), est une des six autoroutes radiales d'Espagne qui relie Madrid à Barcelone.
À l'origine, l'A-2 était une autoroute urbaine reliant Madrid à Torrejón de Ardoz. À terme, elle devait relier la capitale espagnole à la route française RN9 au Perthus via La Junquera, près de la frontière entre l'Espagne et la France.

## Situation
L'A-2 est formé de trois sections distinctes. La première s'étend sur 339 km entre Madrid et Alfajarín, où elle est prolongée par l'AP-2 et par la route nationale 2 jusqu'à Fraga-Ouest où commence la deuxième section jusqu'à Barcelone sur 179 km. Enfin une troisième section en Catalogne relie Maçanet de la Selva et Fornells de la Selva sur 17 km.
Il s'agit d'une autoroute à fort trafic car elle relie les deux plus grandes villes d'Espagne (Madrid et Barcelone) via Saragosse. L'échange entre ces villes est très important, d'où la construction de l'AP-2 qui a permis de la désengorger sur certains secteurs. Elle absorbe un fort trafic automobile aux alentours de Barcelone, allant jusqu'à 100 000 véhicules par jour[réf. nécessaire].

## Histoire
L'origine remonte à décembre 1952 quand est ouverte l' « autoroute de Barajas » à 2x2 voies entre Madrid et l'aéroport de Barajas. En 1965, elle est prolongée jusqu'à Torrejón de Ardoz. L'aménagement de la route en 2x2 voies jusqu'à Guadalajara est réalisé entre 1982 et 1987.
À partir de 1990, la nationale 2 est progressivement transformée en voie rapide de Torrejón de Ardoz à Saragosse puis entre Lérida et Martorell. La traversée de la Catalogne jusqu'à la frontière française est elle réalisée à partir de 2007, avec l'ouverture du tronçon entre Fornells de la Selva et Caldas de Malavella, suivie de celles jusqu'à Sils en 2014 puis jusqu'à Maçanet de la Selva en 2018.
Les travaux de prolongement jusqu'à la frontière française se poursuivent et le dernier tronçon en date, de 3,3 km, est ouvert en juillet 2019 entre Vilademuls et Oriols, au nord de Gérone.

## Développements futurs
Les projets en cours prévoient l'achèvement de la mise en 2x2 voies la N-2 en Catalogne. Le tronçon au sud à partir de Tordera et la connexion avec la C-32 jusqu'à Maçanet de la Selva est en travaux et devrait être achevé en 2022 ou 2023.
Il est aussi prévu de construire une nouvelle variante de l'A-2 à l'est de Guadalajara parallèle à l'A-2 actuelle qui sera déclassée en voie rapide urbaine (CM-30). Cette voie rapide permettra de contourner l'agglomération de Guadalajara et de décharger l'autoroute du Nord-Est dans la zone dont le trafic est très important afin de limiter l'ancien tracé exclusivement au trafic local dans la province.

## Tracé
L'A-2 débute à l'est de Madrid (M-30) où elle prolonge la grande avenue de l'Amérique. Elle traverse la partie est de l'agglomération de la capitale (doublée par la M-21) et contourne l'aéroport international de Madrid-Barajas par le sud. Elle poursuit son chemin vers le nord-est ou elle dessert les villes de Torrejón de Ardoz, Alcalá de Henares et Guadalaraja qu'elle longe par le sud et d'où elle est rejointe par la R-2.
À hauteur de Medinaceli, l'A-2 est connectée avec l'A-15. Elle se prolonge vers le nord-est en suivant la vallée du Jalón, dessert Calatayud, puis arrive à Saragosse en desservant la plus grande plateforme logistique d'Europe Pla-Za avant de se connecter à la rocade de Saragosse (Z-40). Après la traversée de l'agglomération par le nord, l'A-2 se termine pour laisser place à la N-2 vers Alfajarin pendant près de 100 km jusqu'à Fraga.
Elle se connecte à l'AP-2 à l'ouest de Lérida qu'elle contourne par le nord. 50 km plus à l'est, à hauteur de Cervera, se détache la C-25 (axe transversal de la Catalogne) qui permet de relier le centre de la péninsule à Gérone et la France par autoroute sans passer par Barcelone.
L'A-2 arrive dans l'aire métropolitaine de Barcelone où elle croise l'AP-7 (Le Perthus - Algésiras) vers Martorell et pendant laquelle elle a été construite en parallèle sur plusieurs kilomètres jusqu'au niveau de la jonction entre la B-10/B-20 (périphérique de Barcelone) et la B-23 (pénétrante nord-ouest de Barcelone). La traversée de l'agglomération se fait par le périphérique B-10 pour le nord et B-20 le long du littoral.
Après la traversée, l'A-2 laisse place à la C-32, autoroute catalane qui longe le sud de la Costa Brava, la côte du Maresme et celle de Guarraf. À Palafolls, la N-2, dont le tracé est en parallèle de la C-32 tout le long de la côte, revient et poursuit son chemin vers le nord jusqu'à Maçanet de la Selva où l'A-2 reprend son tracé jusqu'à Fornells de la Selva, au sud de Gérone, où elle s'intègre à l'AP-7 pour faire tronc commun avec cette autoroute.

## Sorties

### DeMadridàSaragosse
- Madrid-Avenida de America; début de l'autoroute A-2 au km. 3
- 4  Échangeur autoroutier entre A-2 et M-30 (périphérique de Madrid)
- 4B (de et vers Madrid) et  5 : Madrid-Ciudad Lineal
- 7/8 (depuis les deux sens et vers Madrid) : Madrid-San Blas-Canillejas/Hortaleza - Feria de Madrid
- 7/9 : Madrid-San Blas-Canillejas/Barajas
- 10/12  Échangeur autoroutier entre A-2 et M-14 : Aéroport de Madrid-Barajas, vers M-40
- 11/15 : Coslada - San Fernando de Henares,  Aire de service Voie de service (sens Madrid-Saragosse)
- 12 (sens Saragosse-Madrid) : Madrid-Quartier de l'aéroport/Alameda de Osuna , aéroport de Madrid-Barajas
- 16/17 : Aquópolis, zones commerciales,  Aire de service
- 17 (de et vers Madrid) : Ajalvir, M-50 ( M-115 )
- 18  Échangeur autoroutier entre A-2 et M-50
- 18/20 : Ajalvir, Torrejón de Ardoz ( M-108 )
- 22/24 : Torrejón de Ardoz-est, Base aérienne, Voies de service
- 23 (de et vers Madrid) : Alcalá de Henares, Loeches ( M-300 )
- 25  Échangeur autoroutier entre A-2 et  M-203  (de et vers Saragosse, entrée en direction de Madrid depuis  M-100 ) : Mejorada del Campo
- 26 (sens Madrid-Saragosse) : Alcalá de Henares-nord, voie de service
- 28/30 : Alcalá de Henares - Daganzo, R-2 ( M-100 ) - Camarma de Esteruelas ( M-119 )
- 32 : Alcalá de Henares - Meco ( M-121 )
- 32/33 : Alcalá de Henares-est
- 32/35 :  Aire de service Voies de service (dans les deux sens)
- 38 : Meco ( M-116 ) - Los Santos de la Humosa ( M-226 ) - R-2
- Passage de la Communauté de Madrid à la Castille-La Manche
- 40 (sens Madrid-Saragosse) :  Aire de service Voie de service (sens Madrid-Saragosse)
- 42 : Azuqueca de Henares
- 44 : Azuqueca de Henares - Chiloeches
- 45 (depuis Madrid) : Voie de service
- 48 : Alovera
- 51/52A : Cabanillas del Campo, A-1 ( N-320 ),  Aire de service Voie de service (sens Saragosse-Madrid)
- 52B (sens Saragosse-Madrid) : zone industrielle El Baconcillo
- 53 : Guadalajara
- 55 : Guadalajara - Cuenca, Sacedon ( N-320 )
- 56 (depuis les deux sens et vers Saragosse) : Guadalajara
- 58 : Iriépal - Guadalajara-nord ( CM-10 ) - Taracena
- 61 : Tórtola de Henares, Jadraque ( CM-1003 ) - Taracena
- 62  Échangeur autoroutier entre A-2 et R-2 () (de et vers Saragosse) : Madrid ()
- 64/65 : Valdenoches
- 69
- Aire de service Torija (sens Saragosse-Madrid)
- 73 : Torija, Brihuega ( CM-2011 ) - Torre del Burgo,  Aire de service
- Aire de service Trijueque (sens Madrid-Saragosse)
- 78 : Trijueque
- 83 : Brihuega ( CM-2008 ) - Miralrío ( CM-1000 )
- 88 : Gajanejos
- 95 : Ledanca +  Aire de service Ledanca (dans les deux sens)
- 101/103 : Almadrones, Cifuentes ( N-204 ),  Aire de service Almadrones (dans les deux sens)
- 104 : Sigüenza ( CM-1101 )
- 107 : Mirabueno - Las Inviernas,  Aire de service
- 112/113 : Algora,  Aire de service
- 117 (depuis Madrid et vers les deux sens) : Torremocha del Campo - Navalpotro +  Aire de repos Torremocha del Campo (sens Saragosse-Madrid)
- 118 : Torremocha del Campo - Sigüenza - La Torresaviñán
- 124 :  Aire de service Saúca (dans les deux sens)
- 126/129 : Saúca
- 132 : Alcolea del Pinar - Sigüenza ( CM-110 ),  Aire de service Alcolea del Pinar (sens Madrid-Saragosse)
- 135 : Alcolea del Pinar - Molina de Aragón, Teruel ( N-211 ),  Aire de service Puerto de Alcolea (sens Saragosse-Madrid) + Col de Alcolea (1 218 m)
- Passage de la Castille-La Manche à la Castille-et-Leon
- 141/144 : Esteras de Medinaceli ( N-II )
- 145 (de et vers Madrid) : Medinaceli-ouest ( N-II )
- 151  Échangeur autoroutier entre A-2 et A-15 (depuis les deux sens et vers Madrid) : Soria, Medinaceli, Logroño
- 154 : Lodares de Medinaceli,  Aire de service
- 167 : Arcos de Jalón, Somaén ( N-II ),  Aire de service
- 169 (sens Madrid-Saragosse) :  Aire de service Arcos de Jalon (sens Madrid-Saragosse)
- 172 (sens Saragosse-Madrid) :  Aire de repos Arcos de Jalon (sens Saragosse-Madrid)
- 174 : Montuenga de Soria
- Aire de service La Ladera (sens Saragosse-Madrid)
- 177 (depuis les deux sens et vers Madrid) : Santa María de Huerta ( N-II )
- 179 : Santa María de Huerta, Almaluez ( N-II )
- Aire de service Santa María de Huerta (sens Madrid-Saragosse)
- Passage de la Castille-et-Leon à l'Aragon
- 181 : Granja de San Pedro
- 186 : Monreal de Ariza - Monteagudo de las Vicarias, Almazán ( A-116 )
- 190 (depuis Madrid) : Ariza-ouest
- 193 : Ariza - Bordalba - Deza
- Aire de service Ariza (dans les deux sens)
- 200 : Cetina, Jaraba, Embid de Ariza ( A-2501 ),  Aire de service
- 201/202 :  Aire de service Cetina (dans les deux sens)
- 204 : Contamina, Alhama de Aragón ( N-II )
- 210/211 : Bubierca ( N-II )
- 218 : Ateca -  Castejón de las Armas ( A-1501 )
- 227 : Terrer ( N-IIa )
- 231 : Calatayud, Munébrega, Nuévalos ( A-202 ),  Aire de service Valdeherrera (dans les deux sens)
- 233 : Calatayud, Teruel, Daroca ( N-234 ),  Aire de service
- Aire de repos Valdearenas (sens Saragosse-Madrid)
- 237 : Calatayud, Soria ( N-234 )
- Aire de service Catalayud (sens Saragosse-Madrid)
- 242 : Calatayud - Marivella
- 244 : Aluenda
- Col du Frasno (770 m)
- 252 : Aluenda,  Aire de service
- 255 : El Frasno, Sabiñán, Morés ( A-1503 )
- Col de Morata (680 m)
- Tunnel de Morata (300 m)
- 261 : Morata de Jalón - Santa Cruz de Grío - Tobed
- Col de La Perdiz (561 m)
- 269 (de et vers Madrid) : La Almunia de Doña Godina
- 271 : La Almunia de Doña Godina - Ricla ( A-121 ) - Épila ( A-122 ) - Cariñena ( A-220 ),  Aire de service
- 273 (depuis Saragosse etvers les deux sens) : La Almunia de Doña Godina - Cariñena ( A-220 )
- 277 : Calatorao, Alfamén ( A-1304 )
- 281 : Lucena de Jalón - Salillas de Jalón,  Aire de service Las Viñas (dans les deux sens)
- 284 :  Aire de service Épila (dans les deux sens)
- 287/289 : Épila ( A-1305 ) - Muel ( A-1101 )
- 294 (sens Saragosse-Madrid, ancien tronçon de la N-II) +  Aire de repos La Muela-sud (sens Madrid-Saragosse)
- 296/298 (depuis les deux sens et vers Madrid) : La Muela-ouest,  Aire de service La Muela-ouest (dans les deux sens)
- 299 : La Muela-est,  Aire de service La Muela-est (dans les deux sens)
- 301 (depuis Saragosse) : Zone industrielle Centrovía
- 303 : Zone industrielle Centrovía, lotissements,  Aire de service La Muela-nord (dans les deux sens)
- 304/307 : Lotissements,  Aire de service Garrapinillos (dans les deux sens)
- 308 : Plate forme logistique Pla-Za,  Aire de service El Cisne (dans les deux sens)
- 310 : Aéroport de Saragosse ( A-120 ) - Plate forme logistique Pla-Za
- 311  Échangeur autoroutier entre A-2 et Z-40 : Saragosse-centre ( Z-30 ) - Barcelone, Lérida (A-2AP-2) - Huesca, Teruel, Sagonte (A-23) - Bilbao, Logroño (AP-68)

### DeFragaàBarcelone
| Sorties                 | Villes                                                                                         |                |
| ----------------------- | ---------------------------------------------------------------------------------------------- | -------------- |
| Début de la voie rapide | Route nationale N-II Saragosse - Madrid                                                        |                |
| 88                      | Fraga Ouest                                                                                    | N-IIa          |
| 89                      | Teruel - Alcañiz - Sariñena                                                                    | N-211 A-131    |
| 90                      | Fraga - Serós                                                                                  | A-242          |
| 91                      | Fraga Est                                                                                      | N-IIa          |
| 92                      | Tarragone - Barcelone Lleida Sud LL-12                                                         | AP-2           |
| 93                      | Soses - Alcarràs                                                                               | N-IIa          |
| Embranchement           | Lleida-Nord N-240a - Huesca - Almacelles                                                       | A-22           |
| Embranchement           | Lleida Belafia Aéroport de Lleida - Vielha - France A-14                                       | N-230a         |
| 463                     | Torreserona - Lleida-Seca de Sant Pere                                                         |                |
| 465                     | Balaguer - Lleida-Pardines                                                                     | C-12           |
| 98                      | La Seu d'Urgell - Lleida-Zone Industrielle - Rocade Sud                                        | C-13           |
| Embranchement           | Lleida Est                                                                                     | LL-11          |
| 100                     | Bell-lloc d'Urgell                                                                             |                |
| 101                     | Sidamon                                                                                        |                |
| 102                     | Mollerussa                                                                                     |                |
| 103                     | Golmés                                                                                         |                |
| 104                     | Castellnou de Seana                                                                            |                |
| 105                     | Bellpuig                                                                                       | C-233          |
| Aire de service         |                                                                                                |                |
| 106                     | Tàrrega                                                                                        | N-IIa          |
| 107                     | Tàrrega - Vilagrassa - Anglesola - Balaguer                                                    | C-14           |
| 108                     | Fonolleres - Cervera                                                                           | N-IIa          |
| 109                     | Cervera - Agramunt                                                                             |                |
| Embranchement           | Manresa - Vic - Gerone                                                                         | C-25           |
| 111                     | Cervera - La Seu d'Urgell                                                                      |                |
| 112                     | Cervera Est                                                                                    | N-IIa          |
| 113                     | Rubinat - San Antón i Vilanova                                                                 | N-IIa          |
| 114                     | Montmaneu - Carbasí-Bellmunt                                                                   | N-IIa          |
| 115                     | Argensola - Santa Mariaa del Camí                                                              | N-IIa          |
| 116                     | Jorba - Calaf                                                                                  | N-IIa          |
| 117                     | Igualada - Montblanc                                                                           | N-IIa          |
| 118                     | Igualada - Calaf                                                                               | N-IIa          |
| 119                     | Igualada - Ódena - Manresa                                                                     | C-37           |
| 120                     | Ódena                                                                                          |                |
| 121                     | Igualada - Vilafranca del Penedès AP-7 - Vilanova i la Geltru C-32                             | C-15           |
| 122                     | Castellolí                                                                                     |                |
| 123                     | Montserrat                                                                                     |                |
| 124                     | El Bruc - Montserrat                                                                           |                |
| 125                     | El Bruc                                                                                        | N-IIa          |
| 126                     | Collbató                                                                                       |                |
| 127                     | Esparreguera                                                                                   | N-IIa          |
| 128                     | Abrera                                                                                         |                |
| 129                     | Manresa - Olesa de Montserrat                                                                  | C-55           |
| Embranchement           | Terrassa C-16 - Sabadell C-58 - Granollers Gerone AP-7                                         | B-40           |
| 130                     | Zone Industrielle                                                                              |                |
| 131                     | Tarragone - Barcelone - Gerone                                                                 | AP-7           |
| 132                     | Les Carpes                                                                                     |                |
| 133                     | Castellbisbal                                                                                  |                |
| 134                     | Sant Andreu de la Barca                                                                        |                |
| 135                     | Pallejà                                                                                        |                |
| Embranchement           | Vilafranca del Penedès - Vallirana                                                             | B-24           |
| 136                     | Sant Vicenç dels Horts                                                                         |                |
| Embranchement           | Barcelone-Gran Vía - Ronda Litorral Ronda de Dalt Barcelone Ouest - Barcelone-Avenida Diagonal | B-10 B-20 B-23 |

### DeTorderaàFornells de la Selva
| Sorties                                   | Villes |                 |
| ----------------------------------------- | --- | --------------- |
| Début de la voie rapide · Fin d'autoroute | Autoroute de Pau Casals Barcelone - Mataró                                                                                     | C-32            |
| 01                                        | Tordera - Blanes - Lloret de Mar                                                                                               | GI-600          |
| Embranchement                             | Barcelone AP-7 Sant Feliu de Guixols - Llagostera - Platja d'Aro Lloret de Mar C-63                                            | C-35            |
| 03                                        | Sils - Vidreres - Santa Coloma de Famers                                                                                       | C-63            |
| 04                                        | Sils - Hostarlic | GI-555          |
| 05                                        | Caldes de Malavella - Llagostera                                                                                               |                 |
| Embranchement                             | Aéroport de Gérone-Costa Brava - Cassa de la Selva Vic - Manresa - Lleida                                                      | C-25            |
| 07                                        | Riudelotts de la Selva - Can Jordi                                                                                             |                 |
| Embranchement                             | Figueres - France Gérone Ouest - Gérone Nord Zones Industrielles Mas Gri - Mas Xirgu - Fornells de la Selva Quart - Gérone Est | AP-7 N-IIa N-II |
| 08                                        | Gerone Sud - Gerone-Calle de Barcelone Zones Industrielles Mas Gri - Mas Xirgu                                                 | N-IIa           |
| Début de la voie rapide · Fin d'autoroute | Continuer par l'AP-7 | AP-7            |